# Circonscription de Settat
La circonscription de Settat est la circonscription législative marocaine de la Province de Settat située en région Casablanca-Settat. Elle est représentée dans la Xe législature par Mohamed Ghayate, Hicham Harrami, Hassan Harris, Said Nmili, El Mustapha Zahouani et Rachid Bahloul.

## Historique des députations
| Législature | Début de mandat  | Fin de mandat    | Députés élus | Députés élus             | Députés élus | Députés élus              | Députés élus | Députés élus         | Députés élus | Députés élus         | Députés élus | Députés élus            | Députés élus | Députés élus             |
| ----------- | ---------------- | ---------------- | ------------ | ------------------------ | ------------ | ------------------------- | ------------ | -------------------- | ------------ | -------------------- | ------------ | ----------------------- | ------------ | ------------------------ |
| IXe         | 26 novembre 2011 | 7 octobre 2016   |              | Abdellah Aboufariss (PI) |              | Abdellatif Mirdas (UC)    |              | Hassan Harris (PJD)  |              | Rahal Nassiri (PRE)  |              | Bahloul Rachid (PT)     |              | Abdelhadi Khairat (USFP) |
| Xe          | 8 octobre 2016   | 8 septembre 2021 |              | Said Nmili (PPS)         |              | El Mustapha Zahouani (UC) |              | Hassan Harris (PJD)  |              | Hicham Harrami (PAM) |              | Abdelhakim Soudja (PAM) |              | Rachid Bahloul (USFP)    |
| XIe         | 9 septembre 2021 | ?                |              | Mustapha El Kassmi (PI)  |              | Sghir Babour (UC)         |              | Mohamed Hiachmi (MP) |              | Rabii Hrami (PAM)    |              | Mohamed Ghyate (RNI)    |              | Said Anmili (USFP)       |

## Historique des élections

### Découpage électoral d'octobre 2011

#### Élections de 2016
| Parti       | Parti                                                       | Voix    | %      | Député(s) élus                |  |
| ----------- | ----------------------------------------------------------- | ------- | ------ | ----------------------------- |  |
|             | Parti de la justice et du développement (PJD)               | 20 542  | 19,00  | Mbarek Tarmounia              |  |
|             | Parti authenticité et modernité (PAM)                       | 17 754  | 16,42  | Abouzaid El Mokrie El Idrissi |  |
|             | Union constitutionnelle (UC)                                | 9 076   | 8,40   | Abdelhakim Soudja             |  |
|             | Union socialiste des forces populaires (USFP)               | 8 875   | 8,21   | Abdelhak Mohaddib             |  |
|             | Parti du progrès et du socialisme (PPS)                     | 8 477   | 7,84   | Mohamed Ezzahraoui            |  |
|             | Parti de l'Istiqlal (PI)                                    | 8 362   | 7,74   | Essati Mohammed               |  |
|             | Mouvement populaire (MP)                                    | 7 923   | 7,33   |                               |  |
|             | Parti des Néo-Démocrates (PND)                              | 4 821   | 4,46   |                               |  |
|             | Rassemblement national des indépendants (RNI)               | 4 204   | 3,89   |                               |  |
|             | Parti de la réforme et du développement (PRD)               | 3 431   | 3,17   |                               |  |
|             | Fédération de la gauche démocratique (FGD)                  | 3 410   | 3,15   |                               |  |
|             | Parti de l'environnement et du développement durable (PEDD) | 3 233   | 2,99   |                               |  |
|             | Parti démocrate national (PDN)                              | 3 181   | 2,94   |                               |  |
|             | Mouvement démocratique et social (MDS)                      | 2 193   | 2,03   |                               |  |
|             | Front des forces démocratiques (FFD)                        | 1 318   | 1,22   |                               |  |
|             | Parti de l'Espoir (PE)                                      | 614     | 0,57   |                               |  |
|             | Parti des Néo-Démocrates (PND)                              | 258     | 0,24   |                               |  |
|             | Parti de la liberté et de la justice sociale (PLJS)         | 203     | 0,19   |                               |  |
|             | Parti de la renaissance (PAN)                               | 170     | 0,16   |                               |  |
|             | Parti démocratique de l'indépendance (PDI)                  | 47      | 0,04   |                               |  |
|             |                                                             |         |        |                               |  |
| Inscrits    | Inscrits                                                    | 280 031 | 100,00 |                               |  |
| Abstentions | Abstentions                                                 | 171 939 | 61,40  |                               |  |
| Exprimés    | Exprimés                                                    | 108 092 | 38,60  |                               |  |

#### Élections de 2021
| Parti       | Parti                                                       | Voix    | %      | Député(s) élus     |  |
| ----------- | ----------------------------------------------------------- | ------- | ------ | ------------------ |  |
|             | Rassemblement national des indépendants (RNI)               | 38 020  | 21,26  | Mohamed Ghyate     |  |
|             | Parti de l'Istiqlal (PI)                                    | 34 171  | 19,11  | Mustapha El Kassmi |  |
|             | Union constitutionnelle (UC)                                | 32 360  | 18,10  | Sghir Babour       |  |
|             | Parti authenticité et modernité (PAM)                       | 24 893  | 13,92  | Rabii Hrami        |  |
|             | Union socialiste des forces populaires (USFP)               | 15 032  | 8,41   | Said Anmili        |  |
|             | Mouvement populaire (MP)                                    | 7 655   | 4,28   | Mohamed Hiachmi    |  |
|             | Mouvement démocratique et social (MDS)                      | 6 088   | 3,40   |                    |  |
|             | Parti de la justice et du développement (PJD)               | 6 060   | 3,39   |                    |  |
|             | Parti du progrès et du socialisme (PPS)                     | 4 608   | 2,58   |                    |  |
|             | Alliance de la fédération de gauche (AGD)                   | 2 668   | 1,49   |                    |  |
|             | Parti marocain libéral (PML)                                | 1 508   | 0,84   |                    |  |
|             | Parti de l'équité (PRE)                                     | 1 127   | 0,63   |                    |  |
|             | Parti de l'environnement et du développement durable (PEDD) | 1 005   | 0,56   |                    |  |
|             | Parti socialiste unifié (PSU)                               | 793     | 0,44   |                    |  |
|             | Front des forces démocratiques (FFD)                        | 742     | 0,41   |                    |  |
|             | Parti de la liberté et de la justice sociale (PLJS)         | 714     | 0,40   |                    |  |
|             | Parti vert marocain (PVM)                                   | 599     | 0,34   |                    |  |
|             | Parti de la renaissance (PAN)                               | 267     | 0,15   |                    |  |
|             | Parti de l'unité et de la démocratie (PUD)                  | 199     | 0,11   |                    |  |
|             | Parti du centre social (PCS)                                | 150     | 0,08   |                    |  |
|             | Parti travailliste (PT)                                     | 138     | 0,08   |                    |  |
|             |                                                             |         |        |                    |  |
| Inscrits    | Inscrits                                                    | 294 594 | 100,00 |                    |  |
| Abstentions | Abstentions                                                 | 115 956 | 39,34  |                    |  |
| Exprimés    | Exprimés                                                    | 178 797 | 60,66  |                    |  |